# Frauenfeld
Frauenfeld je město ve Švýcarsku, hlavní město kantonu Thurgau a stejnojmenného okresu. Žije zde asi 26 tisíc obyvatel. Leží na řece Murg (přítok Aary), v blízkosti jejího soutoku s řekou Thur.
Jádro města Frauenfeld vznikalo přibližně od roku 1230 na obdélníku o rozměrech 250 × 110 metrů na „poli Panny Marie“, tj. na poli zasvěceném Panně Marii, náhorní plošině, která se na západě prudce svažuje k rovině okolo řeky Thur a na jihu skalnatým srázem k řece Murg. Z tohoto základu vychází také název města (Frau = panna, Feld = pole).

## Geografie

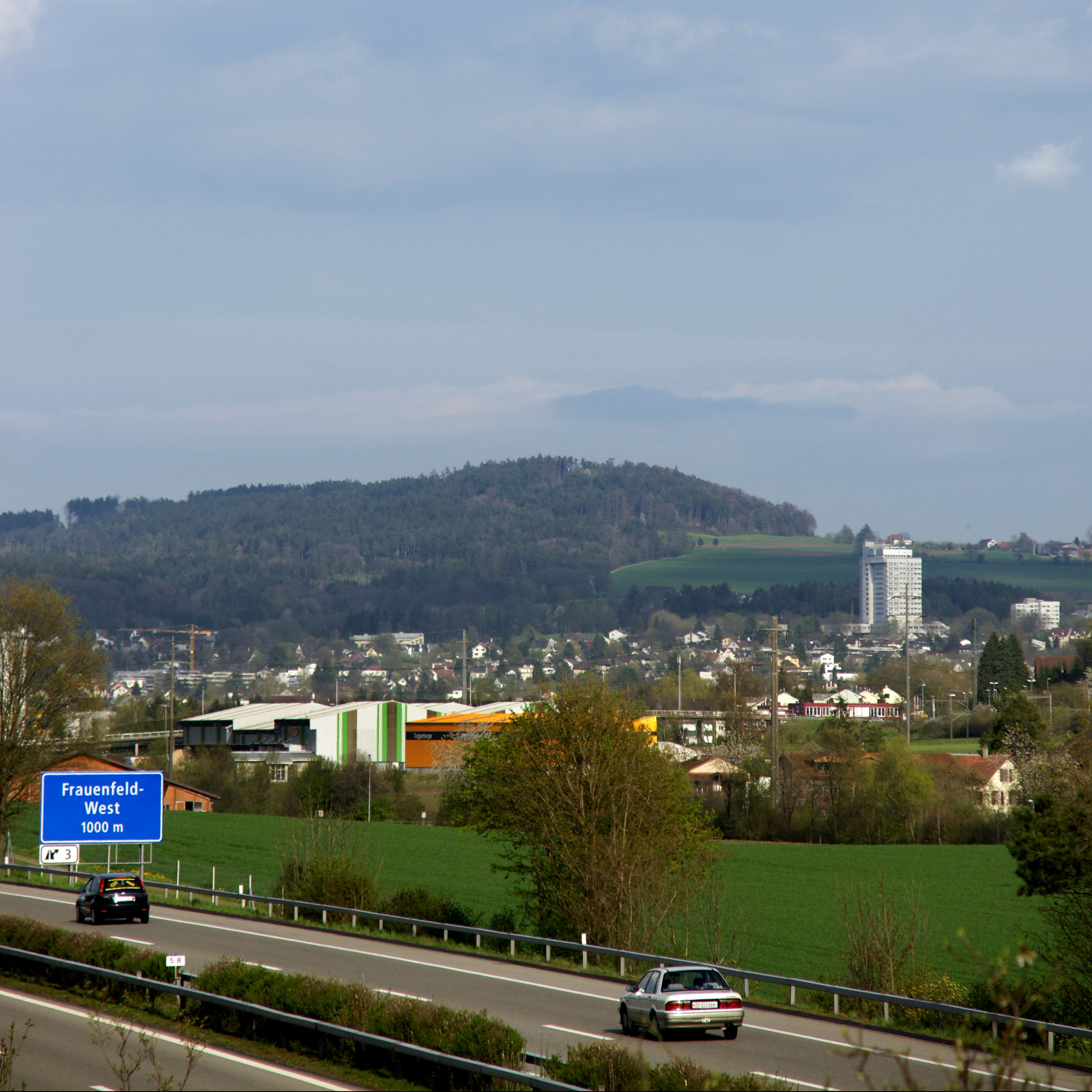
Pohled na město od západu

Poloha města v rámci kantonu je značně decentralizovaná - Frauenfeld leží na jihozápadním okraji kantonu. Nachází se v jen mírně zvlněné krajině, v nadmořské výšce okolo 400 metrů, uprostřed polí a luk, na řece Murg, přítoku řeky Thur.
Frauenfeld má rozlohu přes 27 km². Z této rozlohy je 12,43 km², tj. 45,4 %, využíváno pro zemědělské účely, zatímco 6,77 km², tj. 24,7 %, je zalesněno. Ze zbývající půdy je 7,62 km² neboli 27,8 % osídleno (budovy nebo silnice), 0,28 km² neboli 1,0 % tvoří řeky nebo jezera a 0,28 km², tedy také tvoří 1,0 % neproduktivní půda.
Ze zastavěné plochy tvořily průmyslové budovy 13,3 % celkové plochy, zatímco obytné budovy 3,5 % a dopravní infrastruktura 0,8 %. Energetická a vodohospodářská infrastruktura a ostatní zvláštní zastavěné plochy tvořily 2,3 % plochy, zatímco parky, zelené pásy a sportoviště 7,9 %. Z lesních pozemků je 22,6 % celkové plochy silně zalesněno a 2,1 % je pokryto sady nebo malými skupinami stromů. Ze zemědělské půdy je 43,0 % využíváno pro pěstování plodin, 2,4 % pro sady nebo vinnou révu; v okolí města se pěstuje například odrůda Müller Thurgau. Veškeré vodstvo na katastru města je tekoucí.
Obec je hlavním městem kantonu a okresu. Rozkládá se po obou březích řeky Murg. Skládá se z města Frauenfeld (tvořeného starým městem, čtvrtěmi Ergaten-Vorstadt na západě a Obere Vorstadt na východě) a bývalých obcí Langdorf, Kurzdorf, Huben, Herten, Horgenbach, Gerlikon, Zelgli a Schönenhof, které byly k městu v průběhu 20. století připojeny.

## Historie

### Nejstarší historie
Nejstaršími stopami lidského osídlení je několik hrobů z doby laténské kultury východně od Langdorfu. Římská cesta z Oberwinterthuru (Vitudurum) do Pfyn vedla přes dnešní místo Allmend ve Frauenfeldu. V Thalbachu a Oberkirchu byly objeveny dvě římské vily. Zdá se, že vila se stala ústředním bodem pozdějšího osídlení Oberkirchu. Na troskách vily bylo vybudováno raně středověké pohřebiště a v 9. století byl postaven kostel v Oberkirchu. Snad v důsledku královské donace v 9. století, nebo spíše donace ve 13. století, patřilo území kolem Frauenfeldu k Dinghofu (církevnímu nebo klášternímu statku) Erching. Erching měl v Oberkirchu zámek, dvanáct domů, nejméně jeden mlýn a pravděpodobně také kostel. Ve 13. století tvořil Erching samostatný komplex panského statku a po roce 1270 jej obsadil habsburský rychtář. Od konce 12. století vznikala v okolí Erchingu vesnice a další vyrůstala kolem kostela v Oberkirchu.
Koncem 20. let 12. století byla postavena opevněná věž s mlýnem a kaplí a kolem hradu začala vyrůstat třetí vesnice. Tato vesnice, která se měla stát Frauenfeldem, postupně vyrostla na pozemcích patřících opatství Reichenau. Z původní opevněné věže se stal hrad Frauenfeld.

### Vznik města

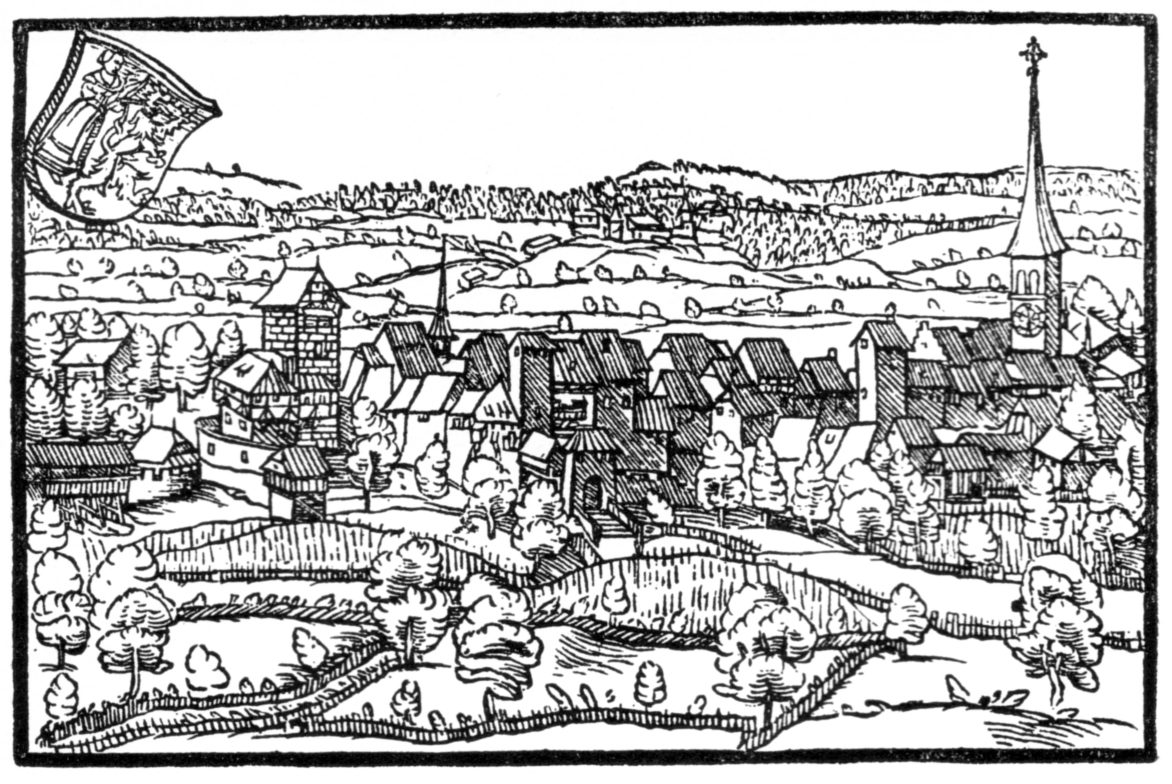
Frauenfeld (1548)

Frauenfeld je poprvé zmiňován v roce 1246 jako Vrowinvelt, ačkoli se během druhé třetiny 13. století pomalu rozrůstal. Ve vsi žil rytířský rod Hörigenů (spřízněný s Reichnau) a několik dalších rytířských rodů, které byly spřízněné s Habsburky a Kyburgy. V roce 1246 se ve Frauenfeldu poprvé připomíná rytíř s příjmením/titul zum Kyburger Umfeld. V následujících třech desetiletích přijalo jméno von Frauenfeld několik rytířů, kteří pocházeli z kyburských zemí. Není jasné, zda obyvatelé hradu Frauenfeld byli pouze šlechtickými majiteli domů ve Frauenfeldu, nebo správci panství Frauenfeld.
V roce 1286 je Frauenfeld poprvé zmiňován jako město. Přinejmenším k tomuto datu bylo začleněno do habsburského území. Věž byla dlouhou dobu v rukou rytířů z Frauenfeldu-Wiesendangenu. Politické, společenské a hospodářské pozadí toho, že se Frauenfeld stal městem před rokem 1286, není jasné: vztahy prvních správců Frauenfeldu ke Kyburkům a Habsburkům jsou nejasné. Kyburgové neměli ve Frauenfeldu svrchovaná práva. Není proto jisté, zda město založili Kyburgové skutečně s tichým souhlasem Reichenau, jak se dříve soudilo. Je také možné, že hrad a možná i menší okolní vesnici postavil někdo třetí, snad šlechtic Toggenburg z rodu Murkartů nebo Hagenbuchů. Pokud tomu tak bylo, tak jak ve dvacátých letech 12. století ztráceli vliv v dolním údolí Murgtal, expandovali do regionu Kyburgové a později Habsburkové, kteří získali kontrolu nad právy Reichenau a hradem.
Město bylo začleněno do habsburského amt Kyburg. V roce 1374 Habsburkové propůjčili vévodovi z Frauenfeldu právo vykonávat soudní pravomoc pro celé Thurgau (tehdy zahrnovalo i St. Gallen). Ve 14. století se hrad stal správním centrem habsburského amt Frauenfeld. Když se Habsburkové snažili upevnit své postavení v Thurgau, udělili hrad jednomu z nejvýznamnějších rodů habsburské šlechty, Landsbergerům. Ti jej drželi až do roku 1534. V letech 1415 až 1442 bylo město pod záštitou císařského zemského hejtmana. Po roce 1442 se dočasně dostalo zpět pod rakouskou kontrolu, poté se v roce 1460 Thurgau (včetně Frauenfeldu) dostalo do rukou Švýcarské konfederace.

### Součást Švýcarské konfederace

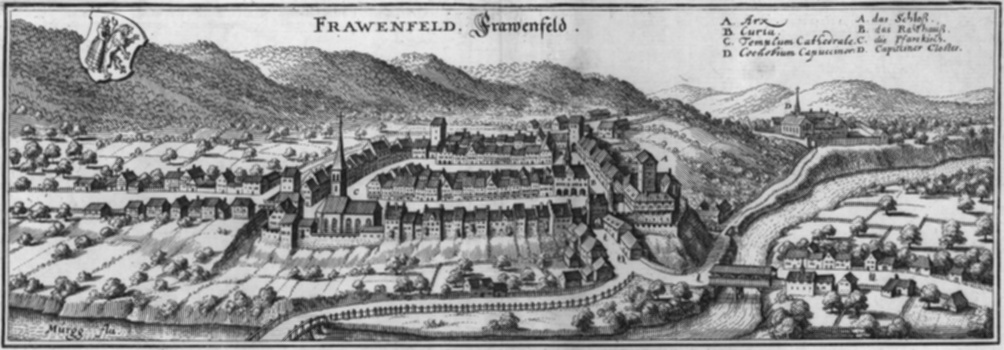
Vyobrazení z roku 1654

Frauenfeld byl za vlády rakouských Habsburků politickým centrem. Za konfederace se stal centrem, z něhož konfederáti spravovali celé Thurgau. V letech 1500/15 a znovu v roce 1712 se ve Frauenfeldu konal sněm Tagsatzungu. Po roce 1499 zde sídlil také konfederační soud. Po roce 1504 bylo město sídlem hejtmana Thurgau, který po roce 1532 sídlil na hradě. Další místa byla přímo podřízena.

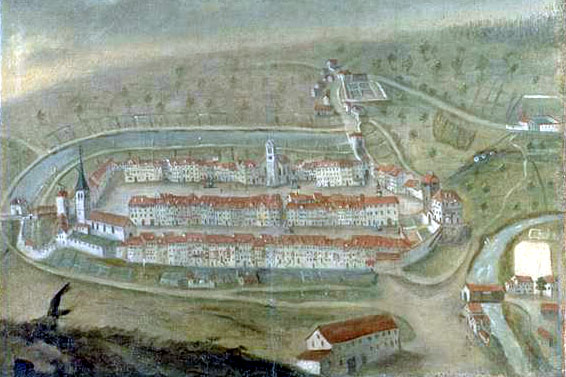
Podoba města před požárem roku 1771

S rostoucím významem města se domy kolem hradu rozrůstaly ve slabě opevněné město. Město bylo od hradu odděleno hradbou a příkopem. Dřevěné domy byly seskupeny kolem dvou podélných a tří příčných ulic, ale chybělo náměstí nebo jiný velký otevřený prostor. Hrad a Niedertor (městská brána) a Strasshof dominovaly jihozápadnímu nároží, zatímco kostel a Oberturm (horní věž) se nacházely v severozápadním nároží. Takzvaný Gachnanger Stock se nacházel na severovýchodě a Spiegelhof s Holdertorem (městská brána) byly v jihovýchodním rohu. V 15. století bylo město pomalu opevňováno, ale ještě v roce 1460 nebyly vnější řady domů chráněny městskými hradbami. V 16. století byla většina domů ve městě postavena z kamene. Dva požáry města v letech 1771 a 1788 zničily téměř všechny domy, takže současná tvář starého města pochází z konce 18. století.
Město zasáhla protestantská reformace. Přestože v roce 1531 žilo ve městě jen asi 70 katolíků, katolické kantony pomáhaly spravovat Frauenfeld i zbytek Thurgau. Počet katolíků v městské radě nikdy neklesl pod 33 % a obě vyznání střídavě jmenovala starosty. Pro církevní záležitosti vždy existovala evangelická a katolická Velká a Malá rada, které dohlížely na dvě školy ve městě. Městský kostel a kostel v Oberkirchu byly zpočátku společné kostely. Protestantského faráře jmenovali po roce 1537 sami městští evangelíci. Vlastní kostel však měli protestanti až v roce 1645.

Pohlednice města okolo roku 1890

Zámek Frauenfeld je příkladem pozdně barokní a klasicistní architektury. Radnice pochází z druhého období významu Frauenfeldu v 18. století. Od roku 1712 se ve Frauenfeldu a v Badenu střídavě konala shromáždění švýcarských konfederátů a byl tak sídlem federálního sněmu. V roce 1742 se toto shromáždění stalo pravidelným místem setkávání ve Frauenfeldu.
Pád Staré švýcarské konfederace v roce 1798 v důsledku francouzské invaze přinesl konec shromáždění ve Frauenfeldu.
Dva velké požáry z let 1771 a 1788 zničily téměř všechny domy ve městě (kromě zámku ze 13. století, který je dnes sídlem kantonálního muzea), takže současná tvář jeho centra pochází z konce 18. století.

### Moderní historie

Letecký pohled na město (1929)

Po francouzské invazi do konfederace bylo Thurgau vytvořeno jako plnoprávný kanton Helvétské republiky. Nová ústava z roku 1798 stanovila Frauenfeld jako hlavní město nového kantonu. Volba Frauenfeldu však byla kontroverzní. Uvažovalo se o městech Winterthur i Kostnice, ale hlavní alternativou k Frauenfeldu byl Weinfelden. Zatímco Frauenfeld se nacházel v blízkosti hranic s kantonem Curych, Weinfelden leží v geografickém středu kantonu. Frauenfeld byl hlavním městem v době, kdy byl Thurgau pod kontrolou konfederace, zatímco Weinfelden byl vůdčím městem hnutí za svobodu Thurgau. Zatímco Frauenfeld nakonec zůstal hlavním městem, od roku 1832 se kantonální parlament schází pololetně ve Frauenfeldu a Weinfeldenu.
Dne 25. května 1799 se Frauenfeld stal bojištěm, když se zde střetla francouzská a rakouská vojska. Zatímco Rakušané zvítězili, město později v roce znovu dobyli Francouzi.

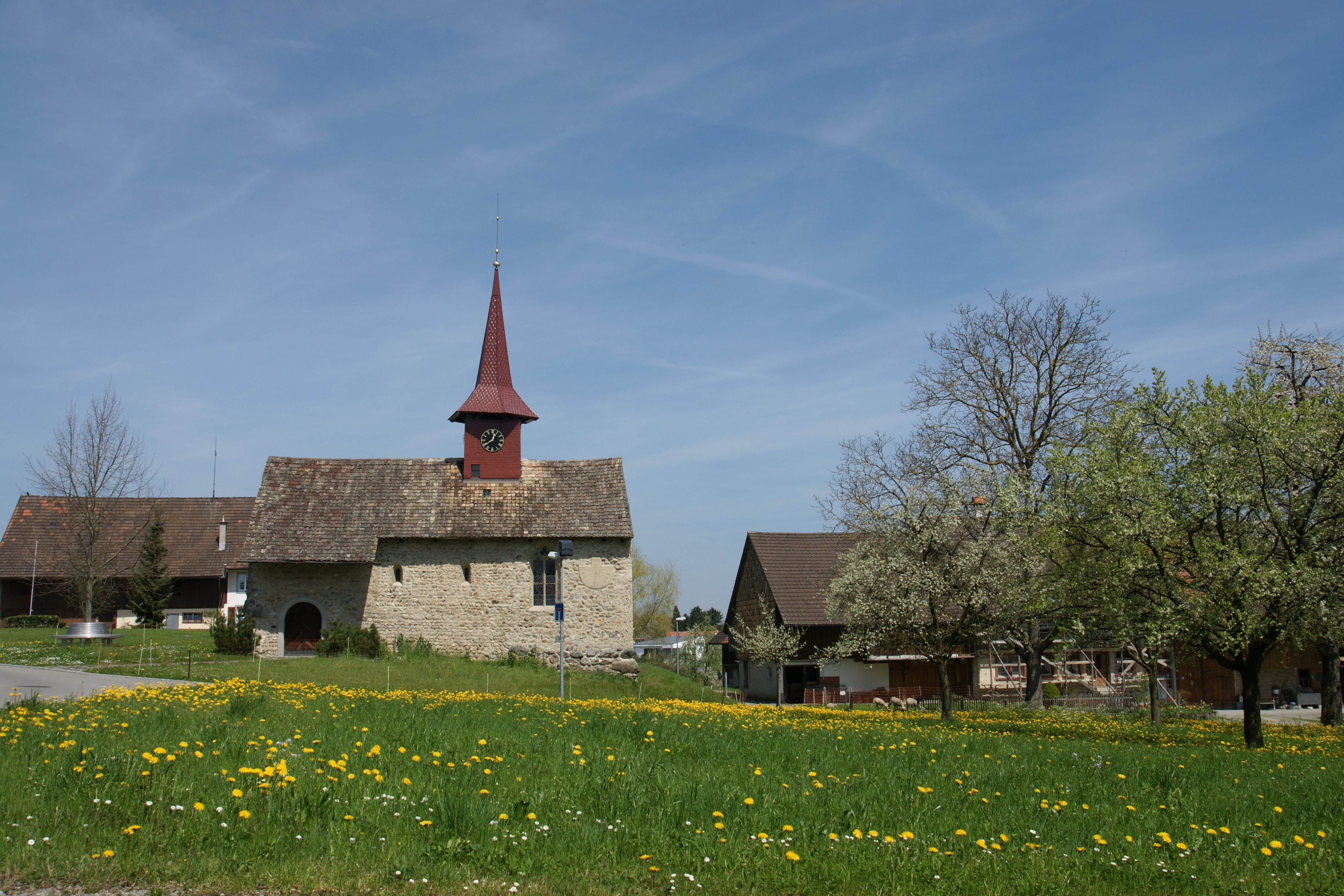
Obec Gerlikon, od roku 1998 součást města

V roce 1800 byla každému udělena možnost přistěhovat se do města a v roce 1807 bylo každému otevřeno také právo stát se občanem. V letech 1808–1834 byly zbourány městské hradby. V roce 1807 byla založena společnost Casino a v roce 1808 byl založen cech obchodníků. V roce 1810 byl obnoven konšelský spolek, který byl uzavřen v roce 1798. V roce 1798 začalo vydávání týdeníku pro kanton Thurgau (Wochenblatt für den Kanton Thurgau). V roce 1809 změnil název na Thurgauer Zeitung, noviny vycházejí dodnes. V letech 1813–1816 nechal Bernhard Greuter, který v roce 1805 založil ve Frauenfeldu pobočný závod Islikoner Textilfärberei (Islikonská továrna na barvení textilu), zasypat příkop a vytvořit promenádu - symbol vzniku měšťanského veřejného práva ve městě.
V roce 1919 se součástí Frauenfeldu staly obce Langdorf, Kurzdorf, Huben, Herten a Horgenbach. V roce 1998 byly připojeny obce Gerlikon, Schönenhof a Zelgli.

## Obyvatelstvo

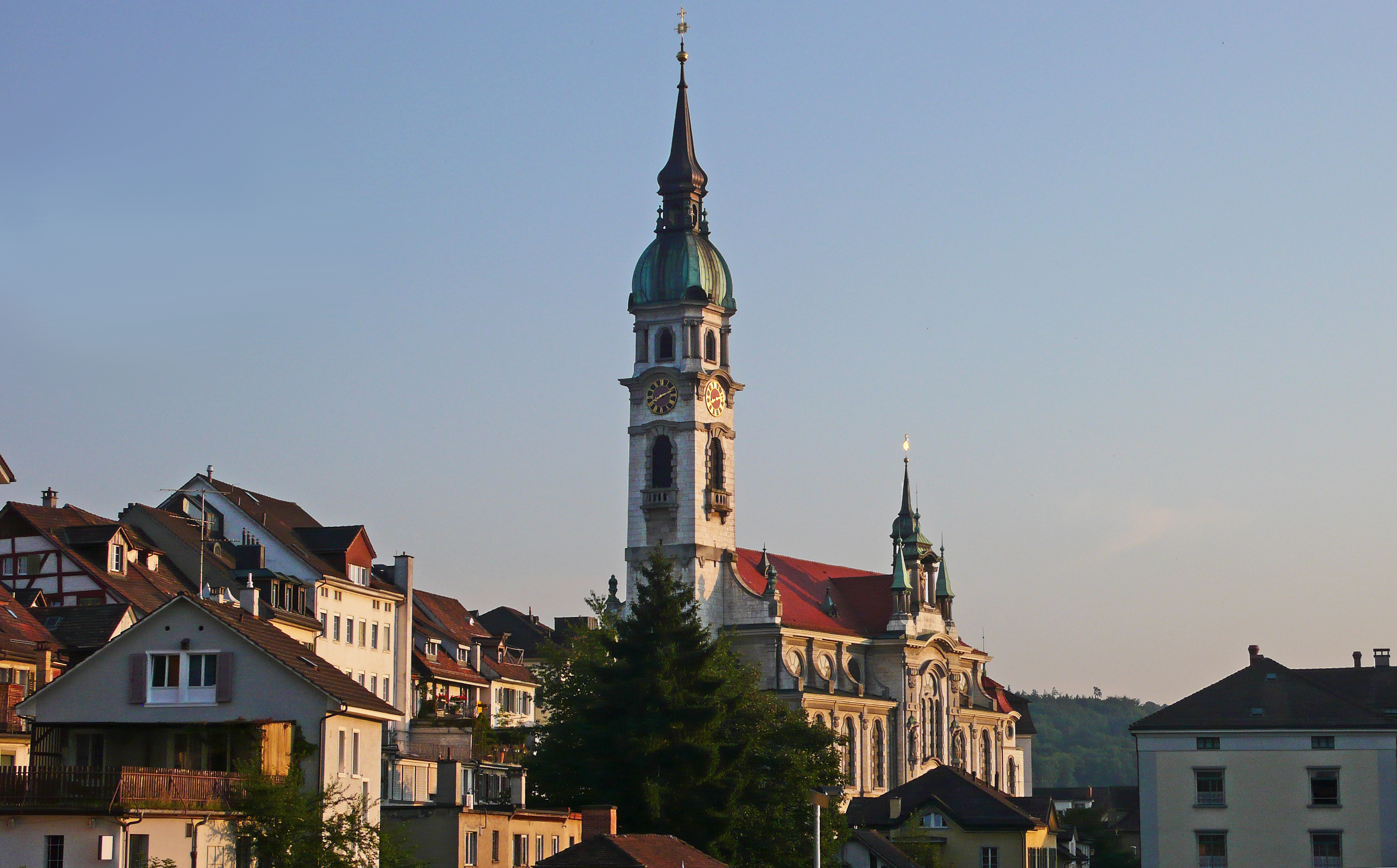
Kostel sv. Mikuláše

V roce 1919 vytvořil Frauenfeld a šest okolních obcí Frauenfeld, Herten, Horgenbach, Huben, Kurzdorf a Langdorf jednotnou politickou obec Frauenfeld. V roce 1998 byla k Frauenfeldu připojena obec Gerlikon, která byla oddělena od obce Gachnang, a také místní části Zelgli a Schönenhof obce Oberwil.
V lednu 2017 dosáhlo město hranice 25 000 obyvatel; k 31. prosinci 2021 měl Frauenfeld 25 971 obyvatel.
| Rok            | 1850 | 1870 | 1888 | 1900 | 1910 | 1930 | 1950   | 1970   | 1990   | 2000   | 2010   | 2018   |
| Počet obyvatel | 3444 | 5122 | 5996 | 7761 | 8459 | 8795 | 11 114 | 17 576 | 20 204 | 21 954 | 23 128 | 25 456 |

### Jazyky
Úředním jazykem města je němčina; k tomuto jazyku se hlásí přes 80 procent obyvatel. 4,7 % obyvatel uvádí jako svůj primární jazyk italštinu, 3,7 % pak portugalštinu.

### Náboženství
Ke konci roku 2018 se 8527 (33,5 %) obyvatel hlásilo k římskokatolické církvi (2011: 35,6 %) a 8501 (33,4 %) k evangelické církvi kantonu Thurgau. Asi 5 procent obyvatel se hlásí k islámu.

## Hospodářství
Ve Frauenfeldu sídlí řada firem. Celosvětový význam mají společnosti SIGG, Sia Abrasives, Baumer, Zur Rose a evropská centrála americké chemické společnosti Chemtura. V roce 2020 se do Frauenfeldu přestěhovala švýcarská pobočka společnosti Wärtsilä se 135 zaměstnanci z Winterthuru a na začátku roku 2022 zde otevřela servisní pobočku společnost Stadler Rail. Pro zemědělství je důležitý cukrovar v Oberwiesenu na západě Frauenfeldu. Kromě toho se ve Frauenfeldu nachází distribuční centrum balíků Švýcarské pošty. Významným hospodářským faktorem je také vojenské cvičiště na Allmendu na severu města.
V roce 2016 poskytoval Frauenfeld práci 15 780 lidem (přepočteno na plný úvazek). Z toho 0,7 % bylo zaměstnáno v zemědělství a lesnictví, 26,3 % v průmyslu, obchodu a stavebnictví a 73,0 % v sektoru služeb.

## Doprava

### Veřejná doprava

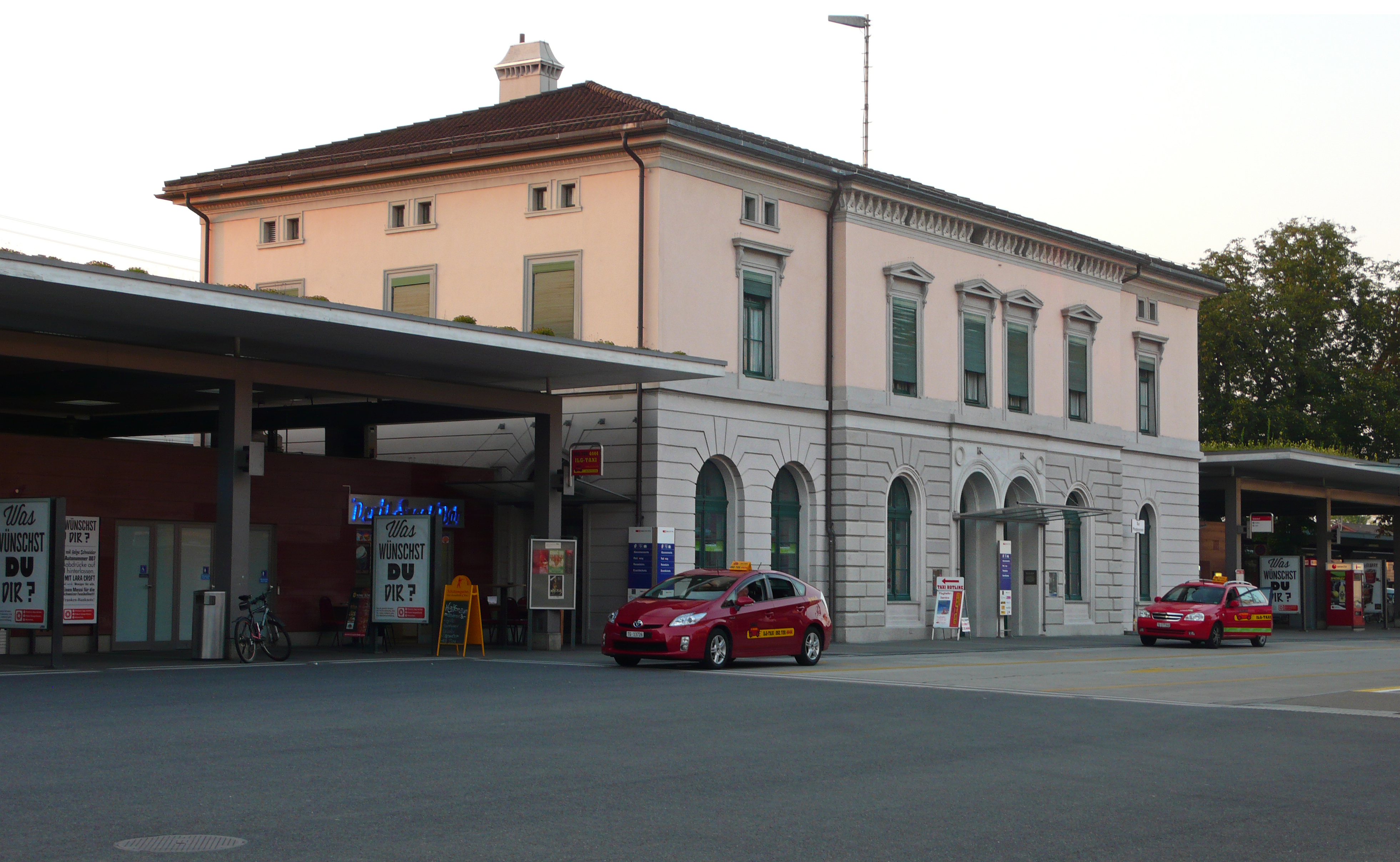
Železniční stanice

Nádraží ve městě leží na trati Švýcarských spolkových drah SBB mezi Winterthurem a Weinfeldenem. Na nádraží má konečnou stanici železnice Frauenfeld-Wil, odkud jezdí přímé spoje směrem na Winterthur/Curych/Bern, Romanshorn, Kostnici a Wil.
Na území města severně a západně od stávajícího nádraží se uvažuje o vybudování dvou dalších stanic, resp. zastávek S-Bahn, přičemž vyšší prioritu má stanice Langdorf na východě. Pro realizaci této dodatečné stanice na trati mezi Frauenfeldem a Weinfeldenem by musela být buď jedna stanice zrušena (Hüttlingen), nebo by musely být obsluhovány (pouze) dvě stanice každou hodinu.
Spojení veřejnou dopravou s okolními obcemi zajišťuje 12 autobusových linek Postauto.

### Silniční doprava
Frauenfeld leží na dálnicích A7 (sjezdy Frauenfeld západ a Frauenfeld východ) a A1 (sjezd Matzingen/Frauenfeld jih) a je křižovatkou hlavních silnic 1 a 14.

## Pamětihodnosti

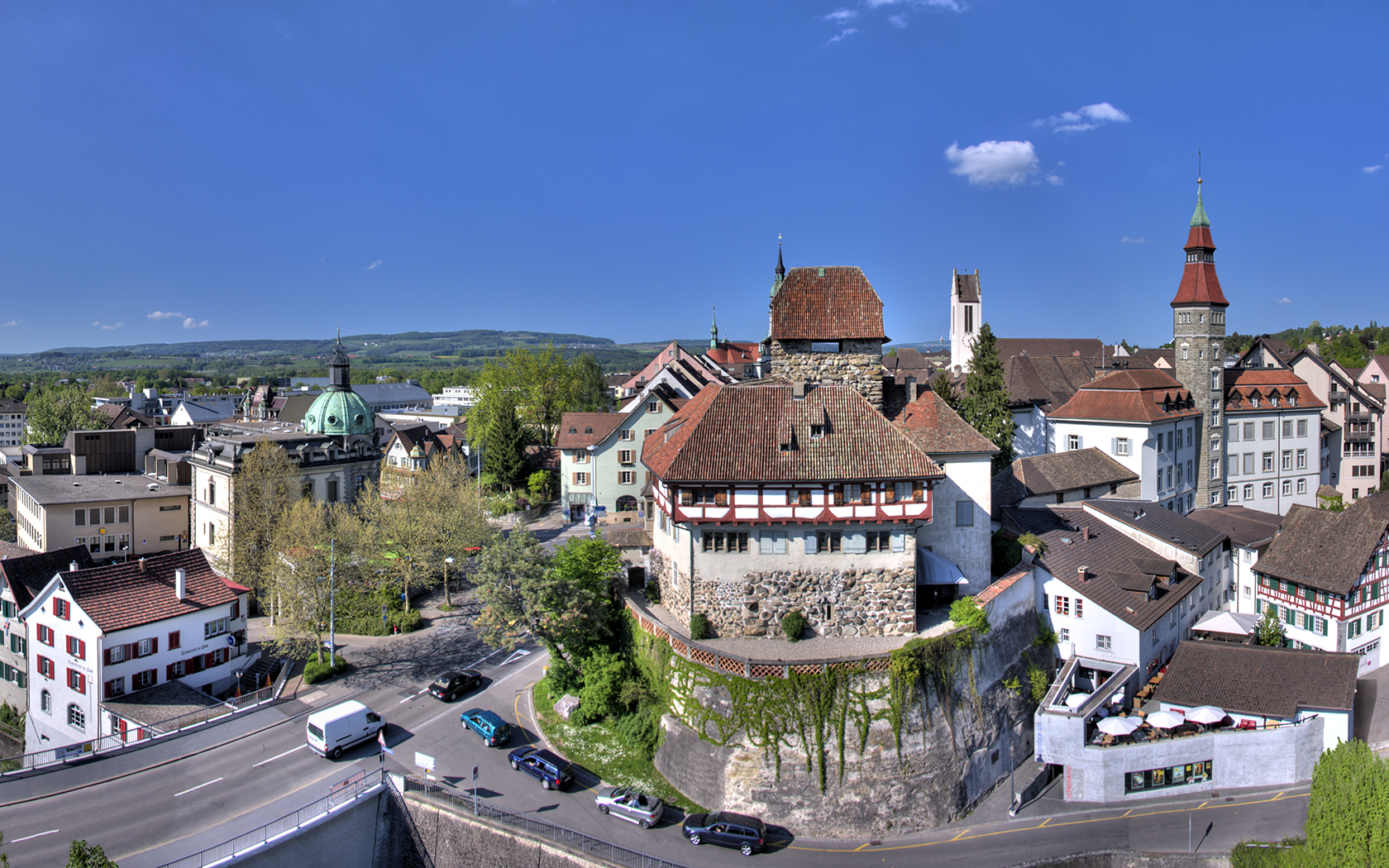
Hrad Frauenfeld

Nad vlakovým nádražím se nachází klidné staré město, ze kterého je vyloučena veškerá doprava, s legátskými domy z 18. století. Zde, nad řekou Murg, stojí vedle sebe zámek Frauenfeld a radnice. V centru města se nacházejí další pozoruhodné budovy s bohatou historií, například Baliere na náměstí Kreuzplatz a Bernerhaus na náměstí Bankplatz.
V jižní řadě domů starého města stojí reformovaný městský kostel ve stylu nové věcnosti s Metzlerovými varhanami z roku 1985 a oknem na kůru navrženým Augustem Giacomettim v roce 1930. Interiér katolického kostela svatého Mikuláše z roku 1906 má oltářní fresky od Karla Manningera a Metzlerovy varhany. V Kurzdorfu (severně od Murgu) se nachází prostý kostel svatého Jana s freskami ze 14. století. Nejstarším kostelem ve Frauenfeldu je kostel svatého Vavřince v Oberkirchu, který je poprvé zmiňován v roce 889.
Na kopci nad Langdorfem se nachází zoologická zahrada Plättli, v níž žije asi padesát druhů zvířat z celého světa a kde je také zoo s domácími zvířaty.
Město Frauenfeld je zapsáno na seznamu švýcarských národních památek.

## Osobnosti
- Peter Dasypodius (cca 1490–1559), humanistický učenec
- Walter Rudolf Hess (1881–1973), nositel Nobelovy ceny za fyziologii a lékařství
- Corinne Hofmannová (* 1960), švýcarská spisovatelka
- Alessandro Hämmerle (* 1993), rakouský snowboardista švýcarského původu
- Gaspard-Pierre-Gustave Joly (1798–1865), francouzský obchodník a fotograf
- Julius Maggi (1846–1912), vynálezce polévkového ochucovadla Maggi
- Christian Oberbichler (* 1992), švýcarský rychlobruslař
- Jean Widmer (* 1929), francouzský typograf švýcarského původu